# The Voice That Led Him
The Voice That Led Him est un film muet américain réalisé par Francis J. Grandon et sorti en 1917.

## Fiche technique
- Réalisation : Francis J. Grandon
- Date de sortie : 
  - États-Unis : 1917

## Distribution
- Charles Clary
- Emma Bell Clifton
- Lillian Leighton
- Lafe McKee
- Kathlyn Williams